# Чемпионат России по мотокроссу
RGP (Russian Grand Prix) или Чемпионат России по мотокроссу/суперкроссу — главная серия соревнований в России по мотокроссу и суперкроссу, которое организуется Федерацией Мотоциклетного спорта России (МФР). Чемпионат России по мотокроссу проводится с 1992 года, в настоящее время чемпионат проводится в классах 125 см³ и 250 см³. Чемпионат России по суперкроссу проводится с 2011 года. 

## Чемпионы России по мотокроссу по годам
| Год  | 125 см³                                                                                  | 250 см³                                                                                  |                                                                                               |
| ---- | ---------------------------------------------------------------------------------------- | ---------------------------------------------------------------------------------------- | --------------------------------------------------------------------------------------------- |
| 2014 | 1) Олег Завьялов (КТМ) 2) Виталий Тонков (Yamaha) 3) Артём Гурьев (КТМ)                  | 1) Максим Назаров (Yamaha) 2) Александр Иванютин (Honda) 3) Александр Бугреев (КТМ)      |                                                                                               |
| 2015 | 1) Иван Баранов (КТМ) 2) Виталий Тонков (КТМ) 3) Александр Ефимов (КТМ)                  | 1) Тимур Муратов (КТМ) 2) Семён Рогозин (Yamaha) 3) Максим Назаров (КТМ)                 |                                                                                               |
| 2016 | 1) Виталий Гусев (Husqvarna) 2) Артём Гурьев (КТМ) 3) Василий Несытых (Yamaha)           | 1) Семён Рогозин (Yamaha) 2) Иван Баранов (КТМ) 3) Александр Бугреев (КТМ)               |                                                                                               |
| 2017 | 1) Александр Ефимов (Husqvarna) 2) Тимур Муратов (Husqvarna) 3) Василий Несытых (Yamaha) | 1) Александр Тонков (Husqvarna) 2) Семён Рогозин (Honda) 3) Евгений Михайлов (Husqvarna) |                                                                                               |
| Год  | 125 см³                                                                                  | 250 см³                                                                                  | Открытый                                                                                      |
| 2018 | 1) Артемий Назаров (Yamaha) 2) Сергей Прытов (Yamaha) 3) Виталий Гусев (Husqvarna)       | 1) Александр Тонков (КТМ) 2) Евгений Михайлов (Husqvarna) 3) Максим Назаров (Yamaha)     | 1) Максим Комлев (Yamaha) 2) Вячеслав Дементьев (Husqvarna) 3) Константин Гаврилов (Kawasaki) |
| 2019 | 1) Тимур Петрашин (КТМ) 2) Даниил Баландин (КТМ) 3) Артемий Назаров (Yamaha)             | 1) Евгений Михайлов (Husqvarna) 2) Тимур Муратов (Yamaha) 3) Максим Назаров (Yamaha)     | 1) Максим Комлев (Yamaha) 2) Илья Терехин (КТМ) 3) Вячеслав Дементьев (Husqvarna)             |
| 2020 | 1) Тимур Петрашин (КТМ) 2) Артемий Назаров (Yamaha) 3) Даниил Баландин (КТМ)             | 1) Евгений Михайлов (Husqvarna) 2) Максим Назаров (Yamaha) 3) Игнатий Лопатин (КТМ)      | 1) Владислав Барсуков (Yamaha) 2) Максим Комлев (КТМ) 3) Александр Рудинский (Husqvarna)      |
| 2021 | 1) Тимур Петрашин (КТМ) 2) Сергей Прытов (Yamaha) 3) Александр Фёдоров (КТМ)             | 1) Евгений Михайлов (GASGAS) 2) Артемий Назаров (GASGAS) 3) Даниил Баландин (КТМ)        | 1) Алексей Ярыгин (Honda) 2) Максим Комлев (GASGAS) 3) Владислав Барсуков (Yamaha)            |
| 2022 | 1) Тимур Петрашин (КТМ) 2) Артемий Назаров (GASGAS) 3) Егор Фролов (Husqvarna)           | 1) Всеволод Брыляков (Honda) 2) Даниил Баландин (КТМ) 3) Георгий Валякин (Husqvarna)     | 1) Дмитрий Паршин (КТМ) 2) Евгений Тоцкий (КТМ) 3) Михаил Козлов (Husqvarna)                  |
| 2023 | 1) Семён Рыбаков (GASGAS) 2) Александр Фёдоров (KTM) 3) Эльдар Мукимханов (КТМ)          | 1) Всеволод Брыляков (Honda) 2) Тимур Петрашин (КТМ) 3) Артемий Назаров (GASGAS)         | 1) Александр Бугреев (КТМ) 2) Дмитрий Хомицевич (Yamaha) 3) Евгений Ваймер (Honda)            |

## Чемпионы России по суперкроссу по годам
| Год  | 250 см³                                                                           |
| ---- | --------------------------------------------------------------------------------- |
| 2023 | 1) Артемий Назаров (GASGAS) 2) Александр Фёдоров (КТМ) 3) Вячеслав Головкин (КТМ) |